# Гофман-Грабен, Густав
Густав Гофман-Грабен (нем. Gustav Graben-Hoffmann; 7 марта 1820, Брин недалеко от Познани — 21 мая 1900, Потсдам) — немецкий композитор, певец, музыкальный педагог.

## Биография

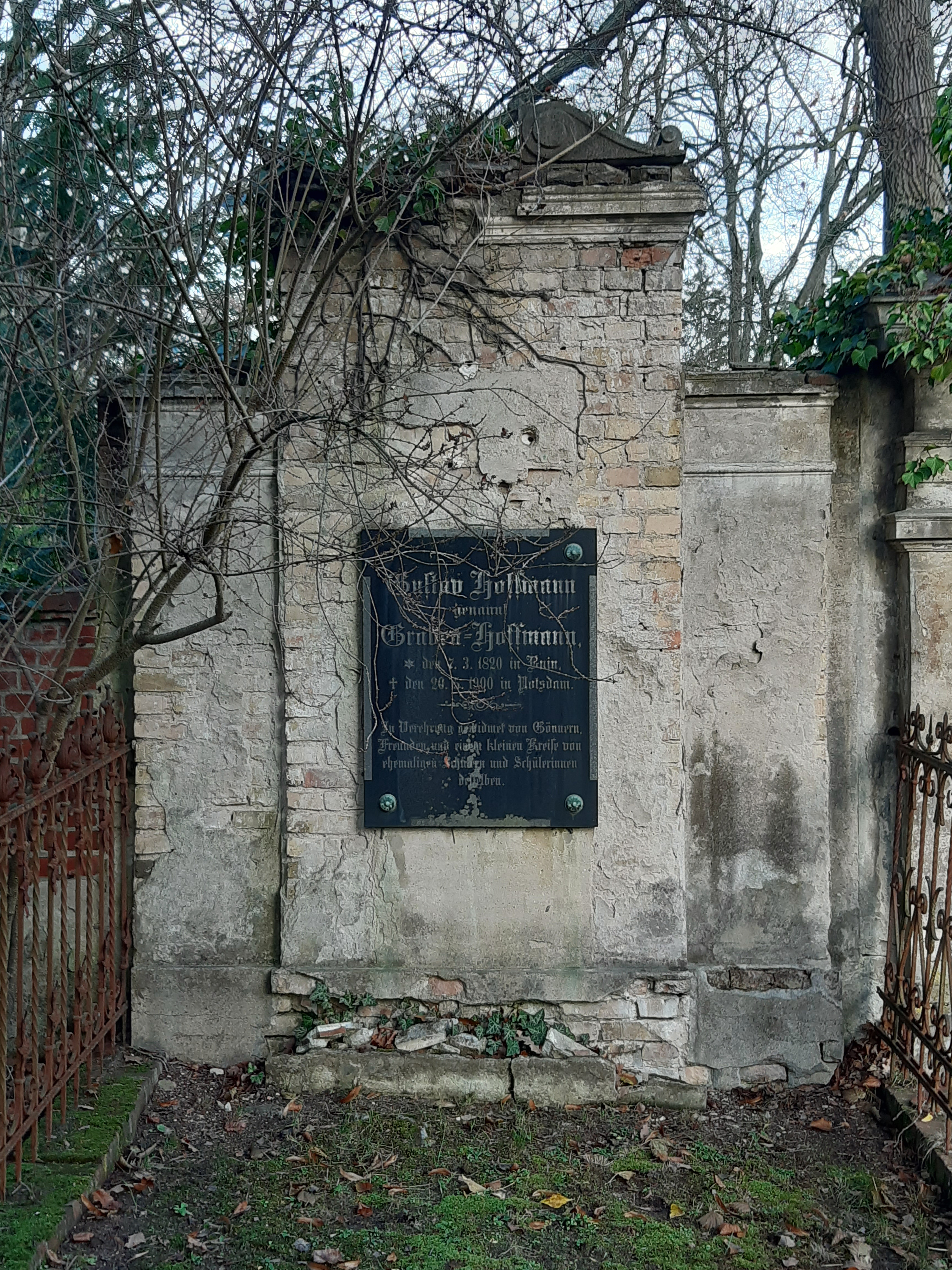
Могила на Новом кладбище Потсдама.

Окончил учительскую семинарию в Быдгоще. В 1840—1843 был кантором в Шубине вблизи от Быдгоща, затем школьным учителем в Познани.
С 1843 года жил в Берлине, где продолжил музыкальное образование в пении и композиции. Стал солистом берлинского хора Sing-Akademie zu Berlin, занимался педагогической деятельностью в Потсдамe.
После 1848 в связи с тяжелой болезнью прекратил сольную концертную певческую деятельность.
Позже совершенствовался в композиции, в том числе в Лейпциге под руководством Морица Гауптмана. В 1869 г. вернулся в Берлин, где открыл школу пения для женщин.
С начала 1880-х годов он проживал и творил в Дрездене и Потсдаме (1885).
Умер в Потсдаме. Благодарные ученики установили на его могиле на Новом кладбище Потсдама величественный памятник, сохранившийся до наших дней.

## Творчество
Густав Гофман-Грабен — автор более ста вокальных произведений, в основном, песен, в первую очередь комических и песен для детей.
Написал ряд работ по теории и преподаванию музыки.

## Избранные композиции
- Sechs Lieder, op. 1.

Lebens Herbstlied
Traumbild
- Fünfmalhunderttausend Teufel, für eine Bassstimme, …allen seinen heitern Freunden gewidmet." op. 5
- Fliegende Blätter: Sieben Lieder, op. 6

Im wunderschönen Monat Mai
Trost
Zum ersten Mai
- Die Prinzessin Ilse, op. 8
- Drei Duette, op. 17

Mein Liebchen, wir saßen beisammen , Nr. 2 a
- Der liebeswunde Ritter , op. 18
- Lieder, op. 36

Es war ein alter König , Nr. 4
- Meine Ruh ist hin , op. 65
- Du bist wie eine Blume , op. 74
- Drei Lieder, op. 85

Sterne mit den gold’nen Füßchen , Nr. 2
Schneeglöckchen , Nr. 2